# Crocidura pullata
Crocidura pullata är en däggdjursart som beskrevs av Miller 1911. Crocidura pullata ingår i släktet Crocidura och familjen näbbmöss. IUCN kategoriserar arten globalt som otillräckligt studerad. Inga underarter finns listade i Catalogue of Life.
Arten förekommer i regionen Kashmir i norra Indien och Pakistan. Den hittades där i kulliga regioner med fuktiga tempererade skogar nära vattendrag. Kanske sträcker sig utbredningsområdet till Afghanistan.
Individer som hittades i en kalkstensgrotta i Thailand tillhör kanske denna art. I grottans omgivning fanns skog med dipterokarpväxter och bambu.